# Leptostylopsis cristatus
Leptostylopsis cristatus es una especie de escarabajo longicornio del género Leptostylopsis, tribu Acanthocinini, familia Cerambycidae. Fue descrita científicamente por Fisher en 1925.

## Distribución
Se distribuye por República Dominicana.

## Descripción
La especie mide 9-12 milímetros de longitud. El período de vuelo ocurre en los meses de abril, mayo, junio, julio y agosto.